# Fréscano
Fréscano – gmina w Hiszpanii, w prowincji Saragossa, w Aragonii, o powierzchni 18,41 km². W 2011 roku gmina liczyła 208 mieszkańców.